# Alexander Johnston Barron
Alexander Johnston Barron (auch Alexander J. Barron, * 16. Juli 1880 in Connellsville, Pennsylvania; † 23. Juli 1982 in Pittsburgh, Pennsylvania) war ein US-amerikanischer Anwalt.

## Leben

### Familie und Ausbildung
Alexander Johnston Barron, Sohn des John Barron sowie der Margaret Clark Johnston Barron, graduierte 1898 an der Lawrenceville Preparatory School in Lawrenceville, New Jersey. Er studierte im Anschluss an der Princeton University in Princeton, New Jersey. Alexander Johnston Barron, der dort unter anderem von den US-Präsidenten Grover Cleveland und Woodrow Wilson unterrichtet worden war, erwarb 1902 den akademischen Grad eines Bachelor of Arts. Er studierte in der Folge von 1903 bis 1904 an der Harvard Law School, 1905 wurde er an der University of Pittsburgh zum Doctor of Jurisprudence promoviert.
Alexander Johnston Barron vermählte sich am 26. September 1907 mit Elizabeth Congdon. Er starb 1982 im Alter von 102 Jahren im Shadyside Hospital in Pittsburgh, Pennsylvania.

### Beruflicher Werdegang
Alexander Johnston Barron, der im Jahre 1905 die Zulassung zur Rechtsanwaltschaft in Pennsylvania erhielt, praktizierte danach als einer der Staranwälte in Pittsburgh, zuletzt war er bis knapp vor seinem Tod als Of Counsel für die Anwaltsfirma Alter, Wright & Barron eingesetzt. Der 1909 zum Mitglied der Bar des Supreme Court of the United States gewählte Barron fungierte zusätzlich als Secretary und Director der Leechburg Mining Company und der Leechburg Supply Company, als President des Osbourne Borough Council sowie als Trustee, Director und President der Sewickley Young Men’s Christian Association.
Alexander Johnston Barron diente von 1918 vis 1919 im Auftrag der Young Men’s Christian Association für die American Expeditionary Forces in Frankreich als Secretary im Savoie Leave Area (Fronturlaub im Hinterland), als Business Manager in den Britany und Dauphine Leave Areas sowie als Division Secretary im Riviera Leave Area.
Der Anhänger der Republikaner Alexander Johnston Barron wirkte als Elder für die Sewickley Presbyterian Church. Barron hatte Mitgliedschaften im American Law Institute, in der American Bar Association, der Pennsylvania Bar Association, der Allegheny County Bar Association, der Harvard Law School Association, im Law Club, Duquesne Club, Allegheny Country Club und im Cap and Gown Club inne.